# 샤르칼리샤리

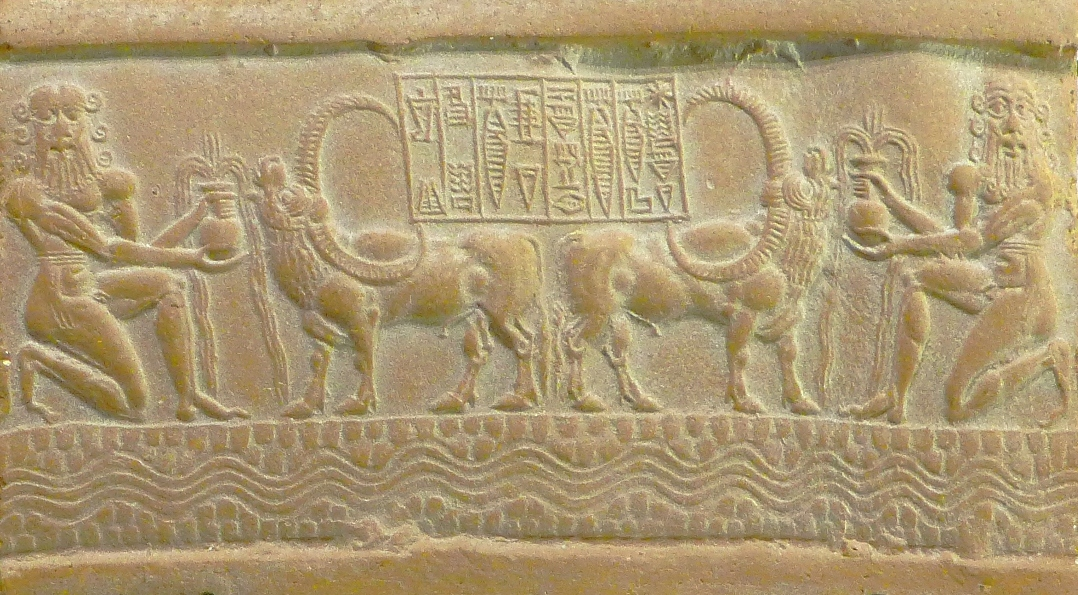

사르칼리샤리(Shar-Kali-Sharri, 𒊬𒂵𒉌 𒈗𒌷, 아카드어로 '왕 중 왕', 재위 기원전 2217년 ~ 기원전 2193년)는 아카드 제국의 왕이었다.

## 생애
그는 나람신의 아들이였고 기원전 2100년경 25년간 통치하였다. 그의 통치 후에 혼돈의 짧은 시기가 있었던 것으로 보인다.
이기기, 이미, 나눔, 일룰루의 4왕이 3년간 다스렸다. 그 후 두두왕이 등극하여 21년간 다스렸다.